# Панасівка (Кам'янець-Подільський район)
Пана́сівка — село в Україні, у Дунаєвецькій міській територіальній громаді Кам'янець-Подільського району Хмельницької області.

## Географія
Через село протікає річка Тернава. Площа села становить 0,825 км²; густота населення 464,24 особи/км².

## Історія
З 1991 року в складі незалежної України.
13 серпня 2015 року шляхом об'єднання сільських рад, село увійшло до складу Дунаєвецької міської громади.
17 липня 2020 року, в результаті адміністративно-територіальної реформи та ліквідації Дунаєвецького району, село увійшло до складу Кам'янець-Подільського району.
Колишній орган місцевого самоврядування — Січинецька сільська рада.

## Населення
Населення становить 383 особи на 2001 рік.

### Мова
У селі поширені західноподільська говірка та південноподільська говірка, що відносяться до подільського говору, який належить до південно-західного наріччя.

## Інфраструктура
Селі Панасівка діє: крамниця, клуб, фельшерський пункт.
Школа в селі відсутня; найближчі навчальні заклади: Воробіївська середня школа (I—II ступенів), Січенецька середня школа (I—II ступенів).

## Галерея

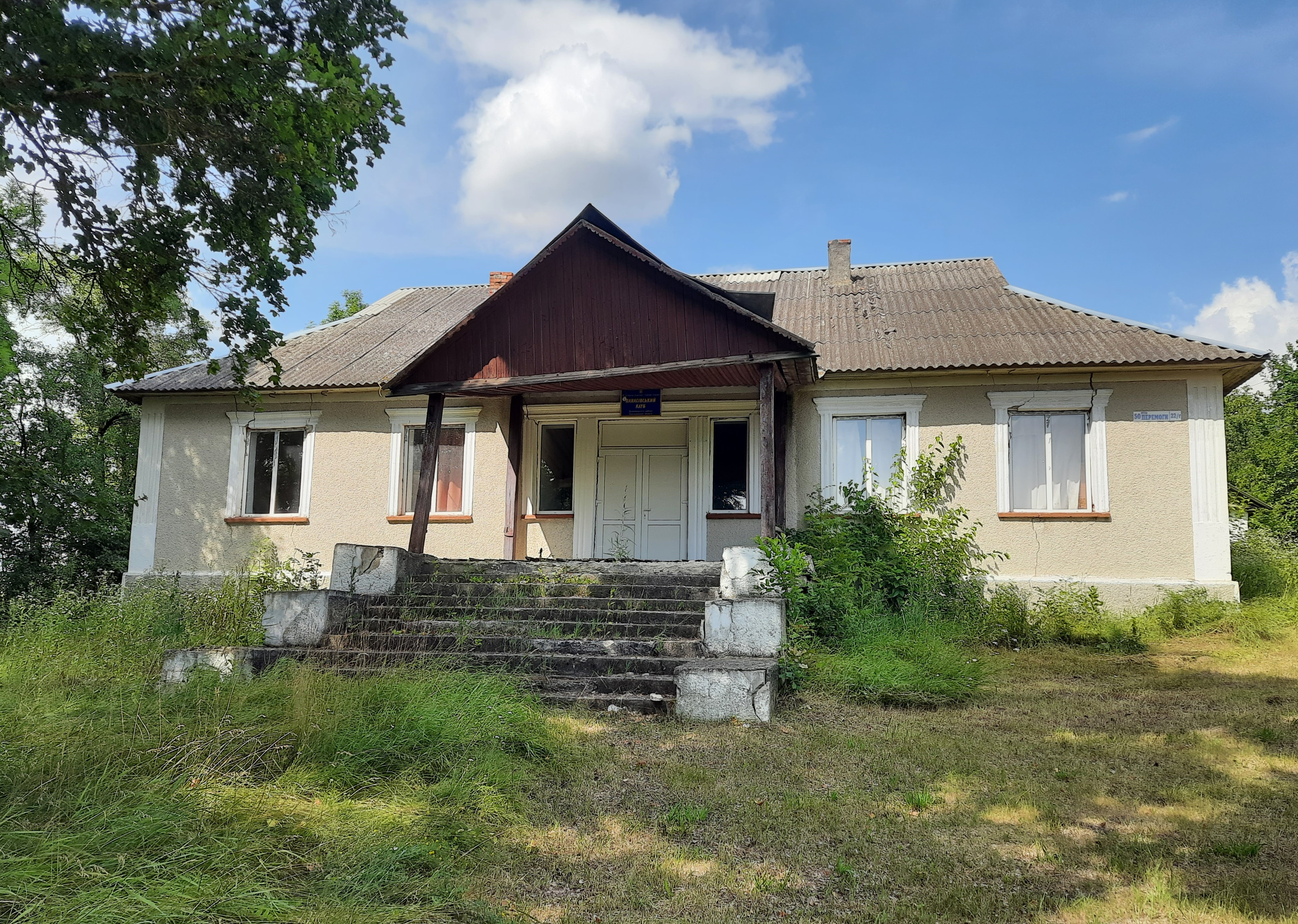
Клуб
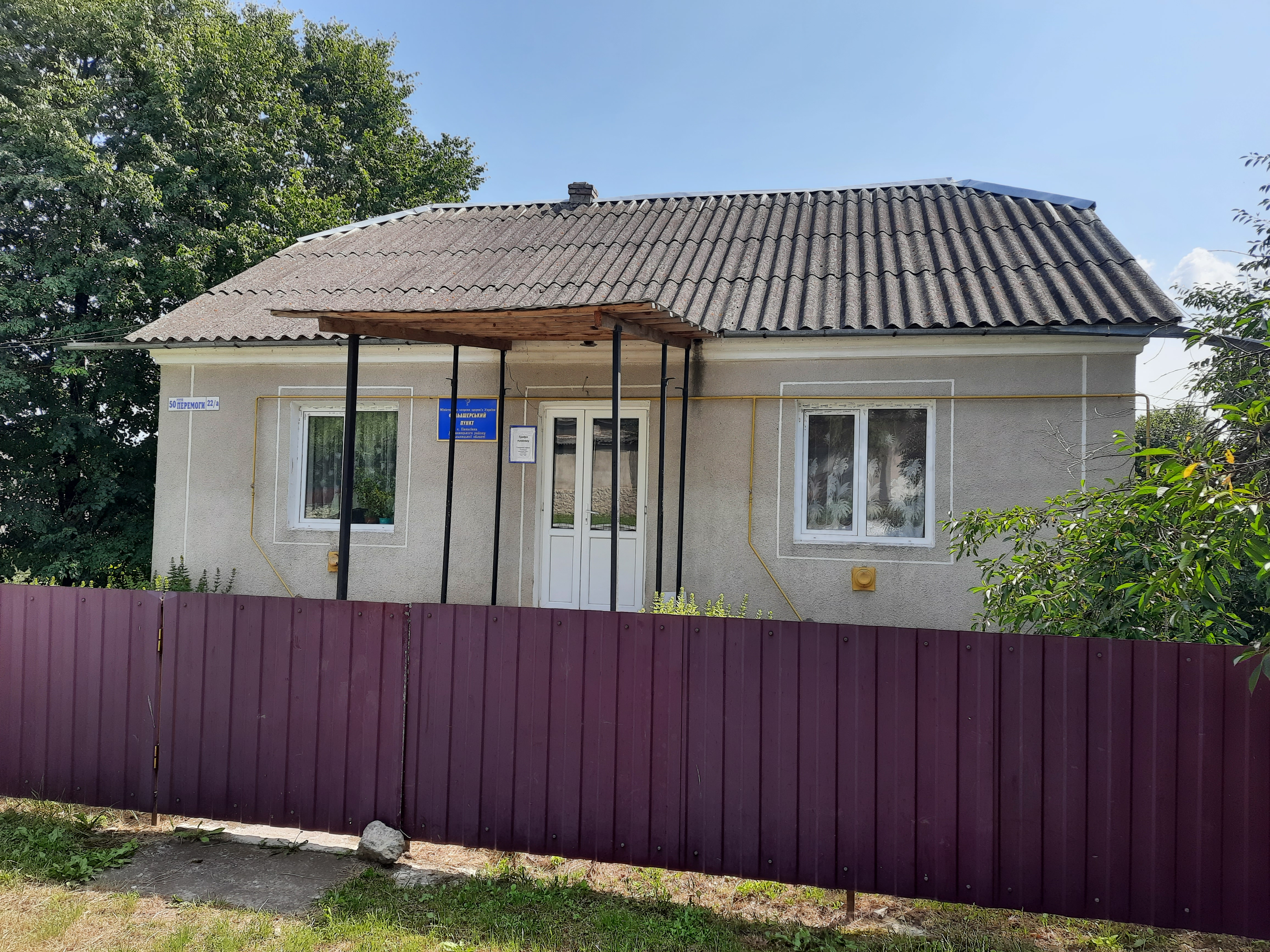
Фельдшерський пункт
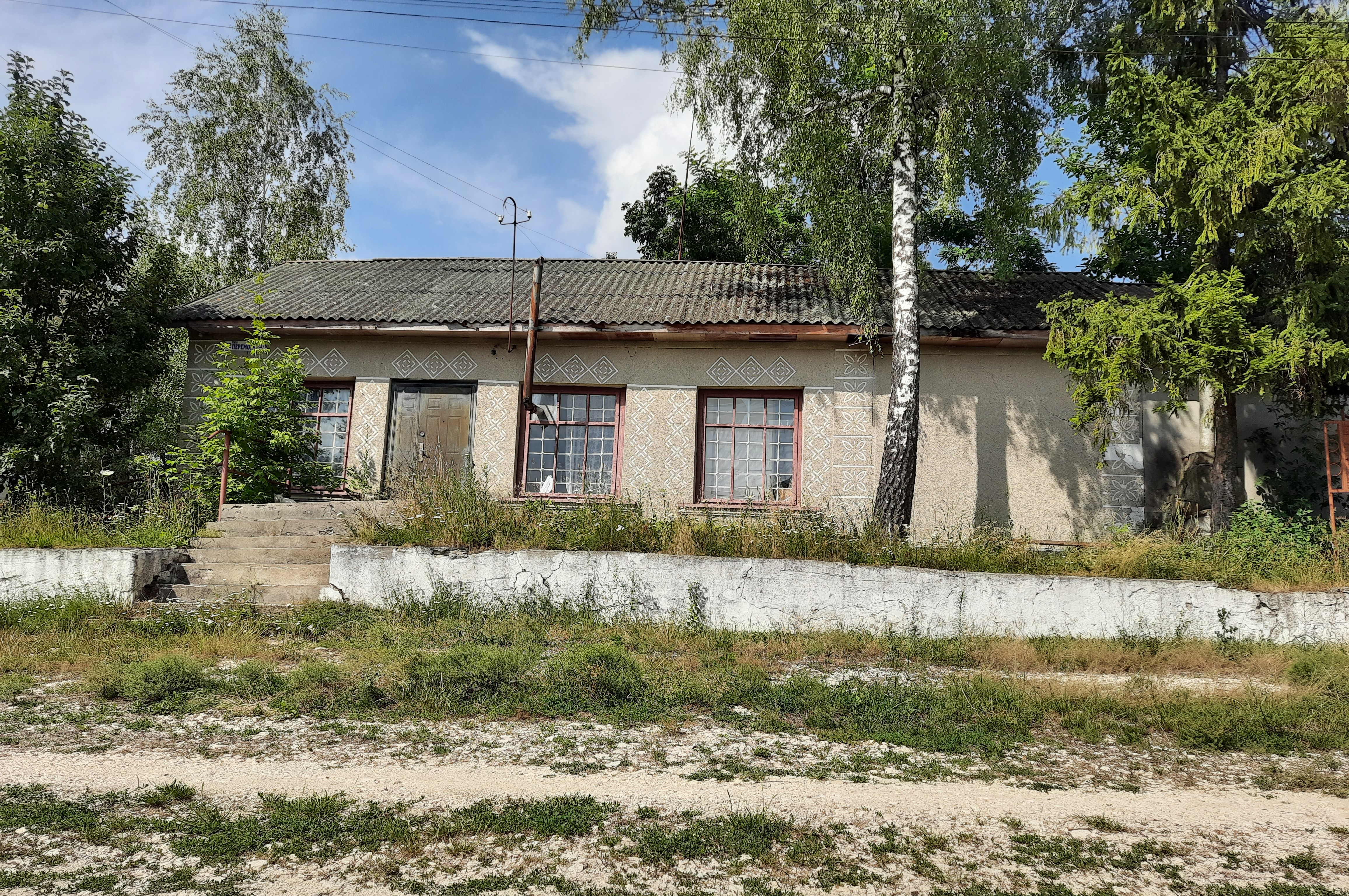
Крамниця
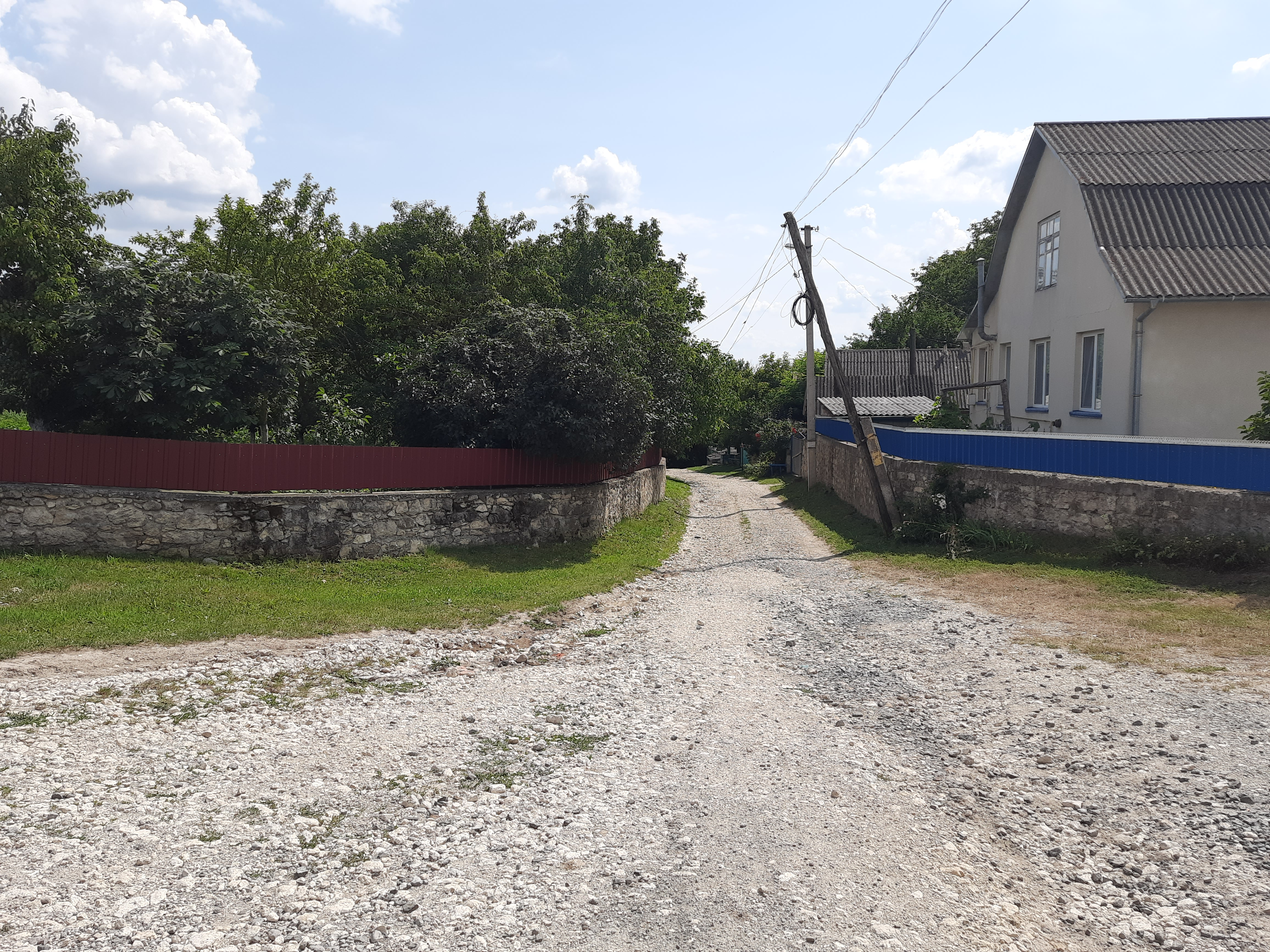
Сільська вулиця
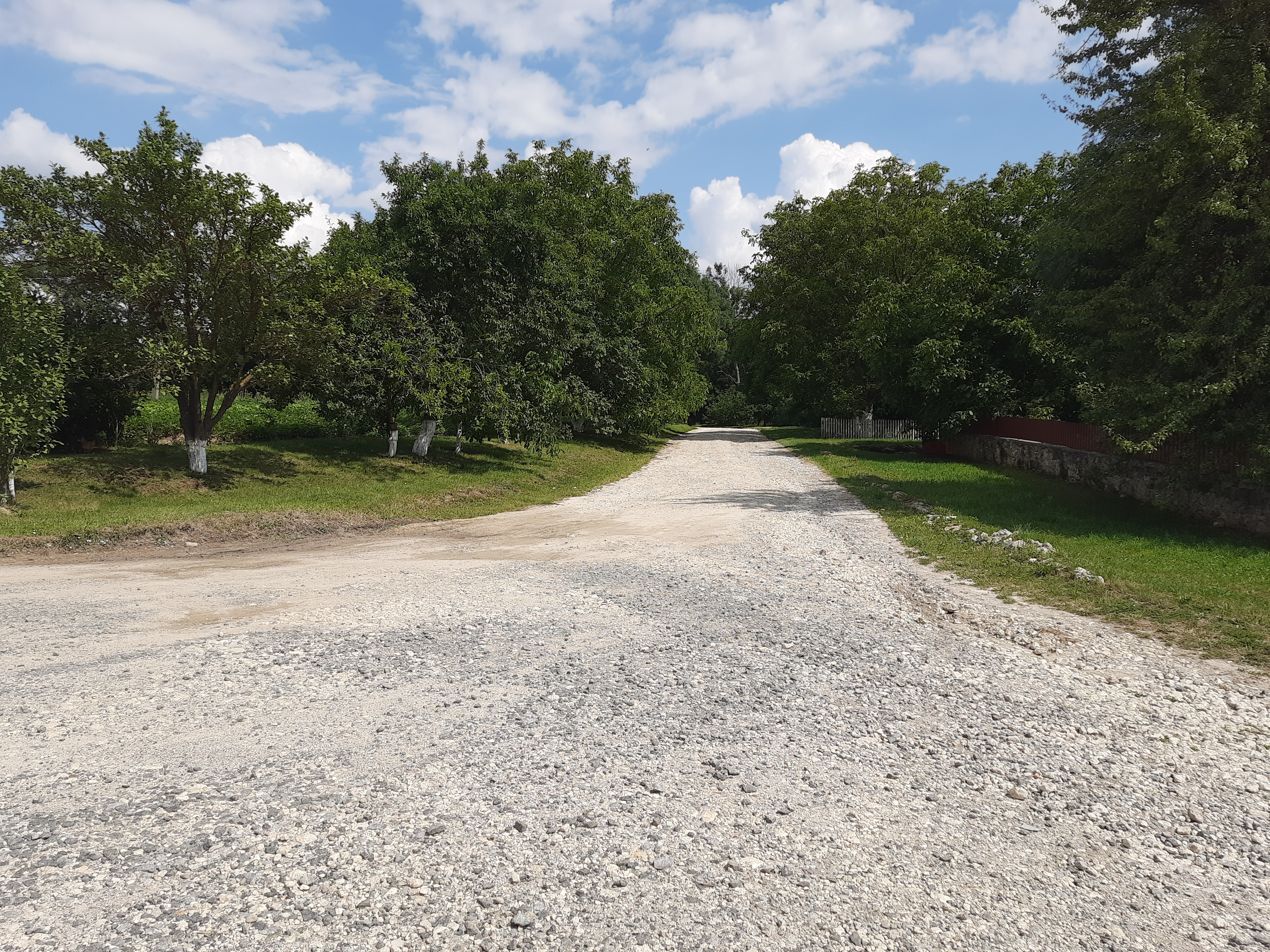
Сільська вулиця
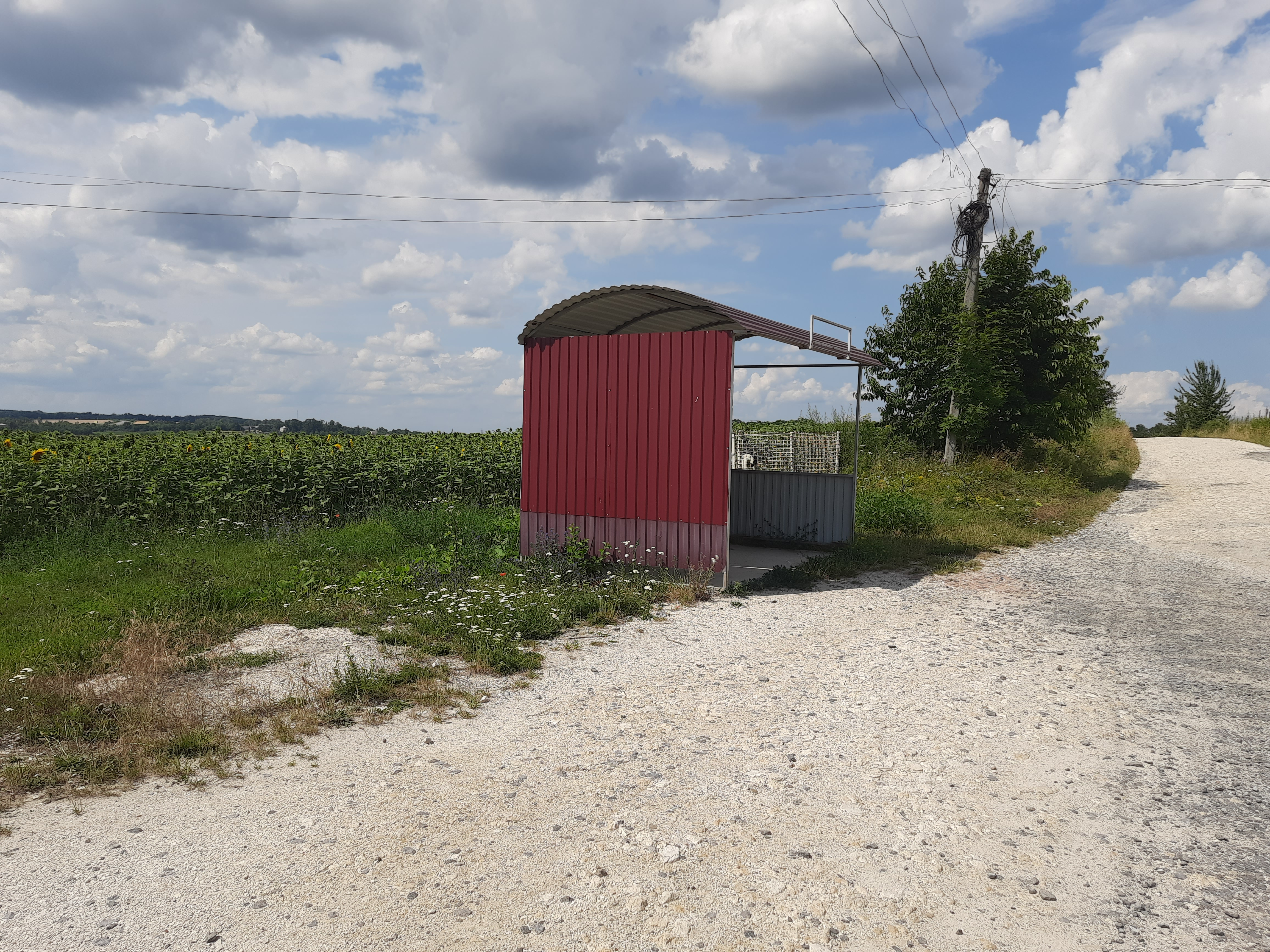
Автобусна зупинка
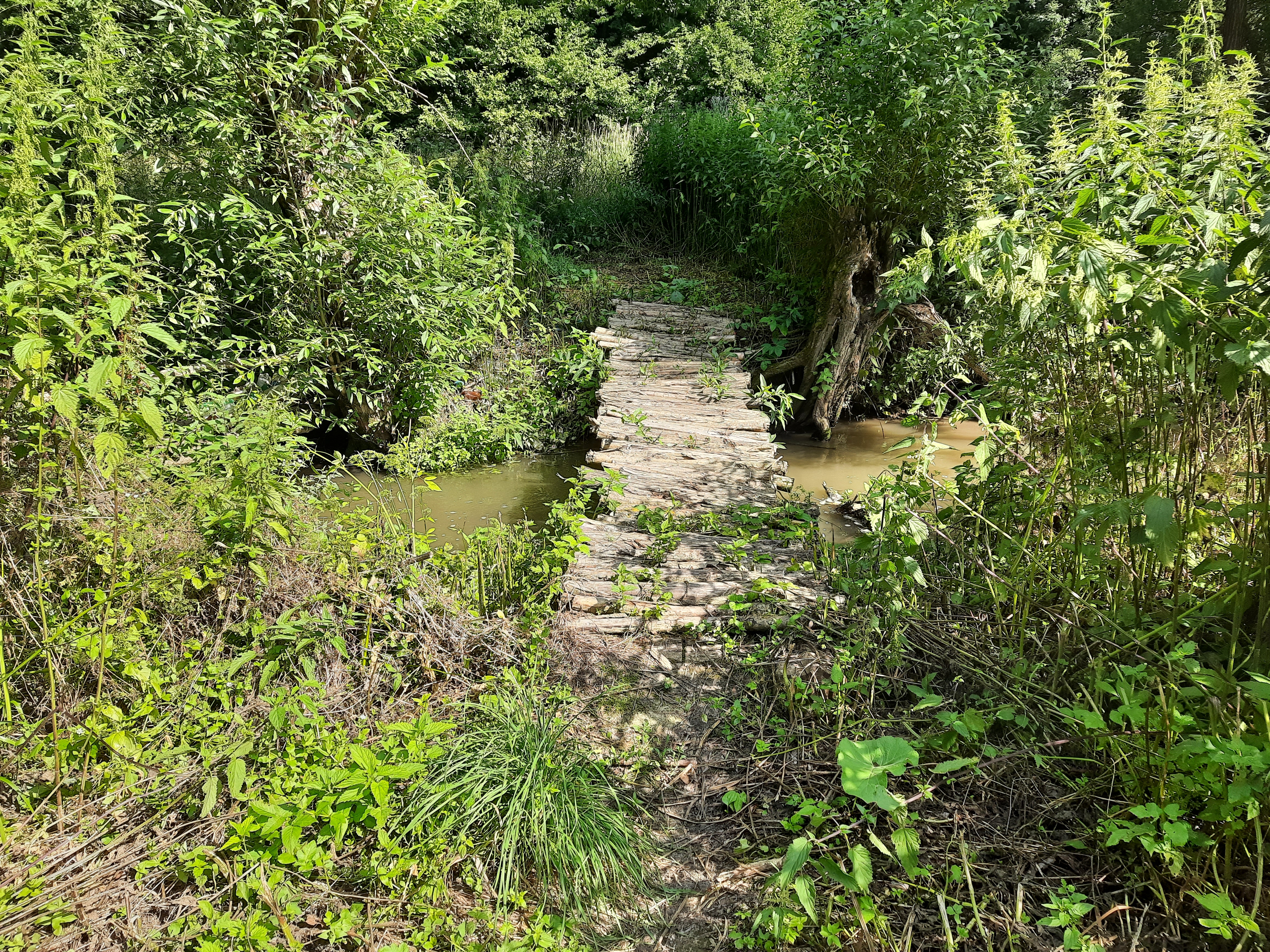
Кладка через річку Тернава біля села